# Paul de Lange
Paul de Lange (Beverwijk, 4 februari 1981) is een Nederlands voormalig voetballer. De Lange speelde voornamelijk als controlerende middenvelder.
De Lange begon zijn carrière bij Telstar en speelde achtereenvolgens voor sc Heerenveen, RBC Roosendaal en het Griekse Veria. Hij maakte zijn debuut op 19 augustus 2000 in het duel Telstar - Excelsior (3-1).

## Clubstatistieken
| seizoen   | club                  | duels | goals | competitie               |
| --------- | --------------------- | ----- | ----- | ------------------------ |
| Jeugd     | RKVV DEM (amateur)    |       |       |                          |
| 2000/2001 | Telstar               | 31    | 3     | Eerste divisie           |
| 2001/2002 | Telstar               | 32    | 1     | Eerste divisie           |
| 2002/2003 | Telstar               | 30    | 3     | Eerste divisie           |
| 2003/2004 | sc Heerenveen         | 27    | 1     | Eredivisie               |
| 2004/2005 | RBC Roosendaal        | 25    | 0     | Eredivisie               |
| 2005/2006 | RBC Roosendaal        | 26    | 0     | Eredivisie               |
| 2006/2007 | RBC Roosendaal        | 14    | 2     | Eerste divisie           |
| 2007/2008 | Veria                 | 15    | 1     | Super League Griekenland |
| 2008/2009 | FC Volendam           | 31    | 5     | Eredivisie               |
| 2009/2010 | FC Volendam           | 25    | 7     | Eerste divisie           |
| 2010/2011 | FC Volendam           | 9     | 2     | Eerste divisie           |
| 2011/2012 | Almere City FC (huur) | 26    | 0     | Eerste divisie           |
| 2012/2013 | FC Volendam           | 27    | 0     | Eerste divisie           |
|           | Totaal                | 82    | 25    |                          |